# Північно-Ставропольське ПСГ
Північно-Ставропольське ПСГ — підземне сховище газу на півдні Росії, у Ставропольському краї. Станом на початок 2020-х є найбільшим сховищем у світі.
У 1975-му завершилась розробка гігантського Північно-Ставропольського-Пелагіадинського газового родовища, видобуток на якому здійснювали з кількох горизонтів, зокрема, з алевритів хадумської формації (олігоцен), яка залягає тут на глибинах 650—750 метрів, та суміші пісків, пісковиків та алевролітів зеленої свити (еоцен), котра знаходиться на глибинах від 950 до 990 метрів. Невдовзі випрацьоване родовище вирішили перетворити на підземне сховище газу, при цьому спершу у 1979-му почали роботи із зеленою свитою, а в 1984-му узялись за другий комплекс зберігання у хадумському горизонті.
Станом на середину 2010-х, після кількох етапів розширення, активний об'єм сховища сягнув 24,17 млрд м3 при максимальному добовому відборі на рівні 197 млн м3.
Сховище має три компресорні станції — Рождєственську, ДКС-1 СПХГ та ДКС-2 СПХГ. При цьому комплекси зберігання у зеленій свиті та хадумському горизонті мають різні робочі тиски, що призводить і до різних режимів роботи. Закачування у зелену свиту відбувається шляхом компремування, а відбір йде під пластовим тиском. Закачування у хадум здійснюється за рахунок тиску у підвідних газопроводах, тоді як під час сезону відбору отриманий звідси ресурс подають у газатранспортну мережу за допомогою компресорних станцій.
Станом на 2019 рік фонд експлуатаційних свердловин ПСГ налічував 661 одиницю.
Сховище сполучене із газотранспортним коридором Північний Кавказ – Центр, а з початку 2000-х також і з трубопроводом Починки – Ізобільний, спорудженим для подачі ресурсу у експортний газопровід Блакитний потік.